# Microcifra 10

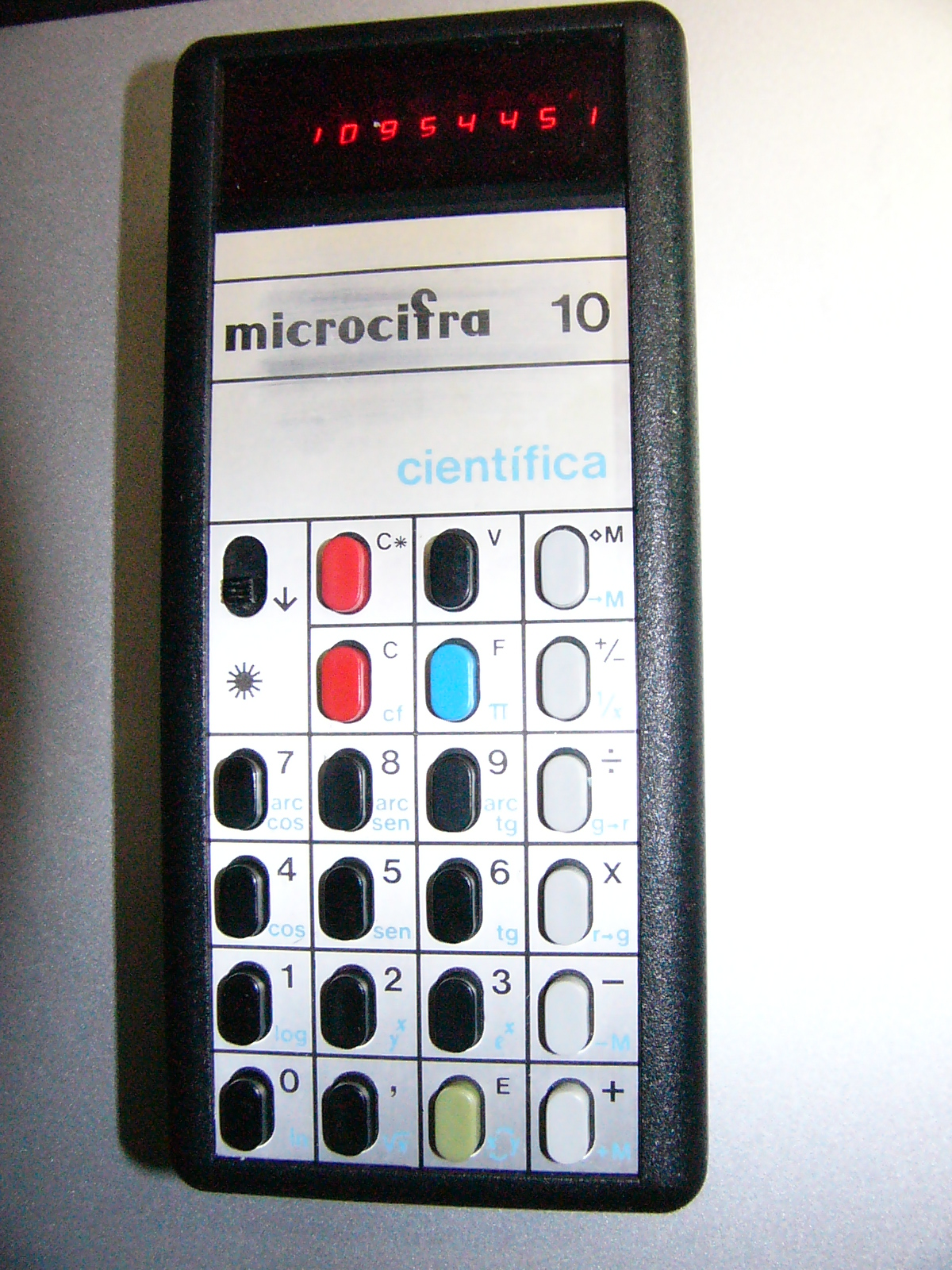
microcifra 10

microcifra 10あるいはmicrocifra 10 cientificaは、1975年頃にアルゼンチンのFATE社で製造されていた関数電卓である。

## 概要

### 逆ポーランド記法
microcifra 10 は、3レベル(«X»,«Y»,«Z»)のスタックを持つ逆ポーランド記法電卓である。
[E]キーがエンターキーであり、[F]+[x←→y]で置数スタック(«X»)と第二レベルスタック(«Y»)の値を交換する。
[C]キーはクリアキーであるが、実際はスタックを1段下降させるものである。

### 独立メモリ
独立メモリは、1組だけ用意されており、[F]+[→M]で独立メモリ(«M»)に書き込み、[◇M]キーで独立メモリ(«M»)から読み出す。
[F]+[+M]と[F]+[-M]で独立メモリ(«M»)内の値に加減算を行うこともできる。

### クリア機能
[C*]キーはオールクリアキーであるが、スタックの内容だけでなく独立メモリ(«M»)の内容までクリアされるので注意が必要である。
[F]+[cf]は、[F]キーを押したことをキャンセルする機能であり、[F]キーを押した直後に[C]キーを押した場合、結局何も押さなかったのと同じことになる。
（なお、[F]キーを2回押すと、[F]+[π]が押されたことになり、円周率が置数される。）
置数をクリアするには、[C]キーを使用するが、前述のように[C]キーはスタック下降機能であるため、[C]キーを押すと[C]キー押下前の第二レベルスタック(«Y»)の内容が表示される。

### トップレベルスタックの挙動
対数関数、指数関数、三角関数、逆三角関数を計算すると、トップレベルスタック(«Z»)はクリアされる。
また、オーバーフロー等のエラーが発生した場合には、[C]キーで復帰することができるが、置数スタック(«X»)及びトップレベルスタック(«Z»)はクリアされる。

### 省電力モード

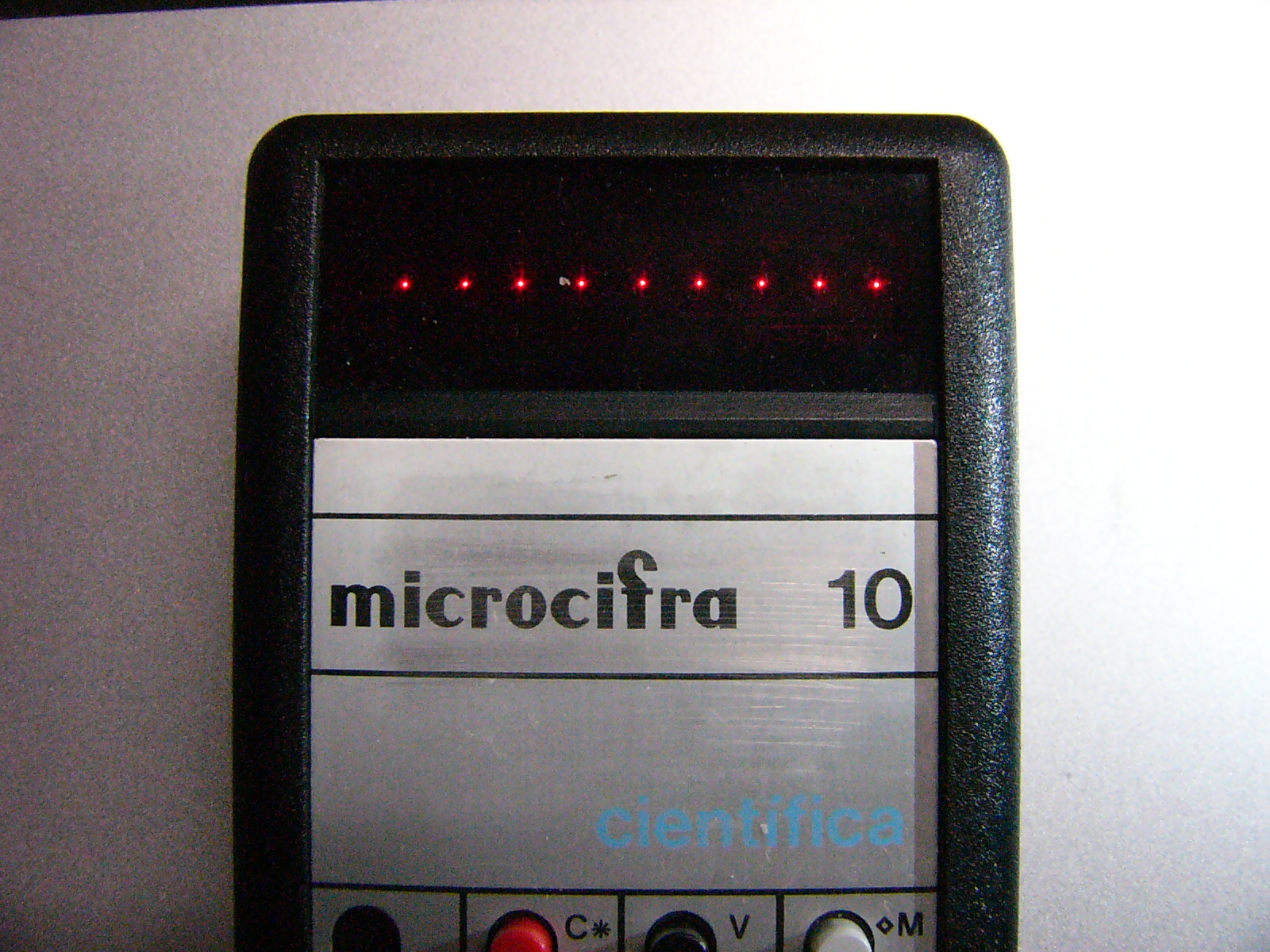
省電力モード

microcifra 10 は、最後にキー操作を行ってから約25秒経過すると省電力モードに入り、LEDの小数点だけが全て点灯する（写真参照）。
省電力モードの状態で[V]キーを押すと、通常モードへと復帰する。

### 表示装置
表示装置には赤色LEDが使用されている。

### 電源
電源としては、単三乾電池6本を使用するが、外部電源用端子も用意されている。

## HANIMEX 276

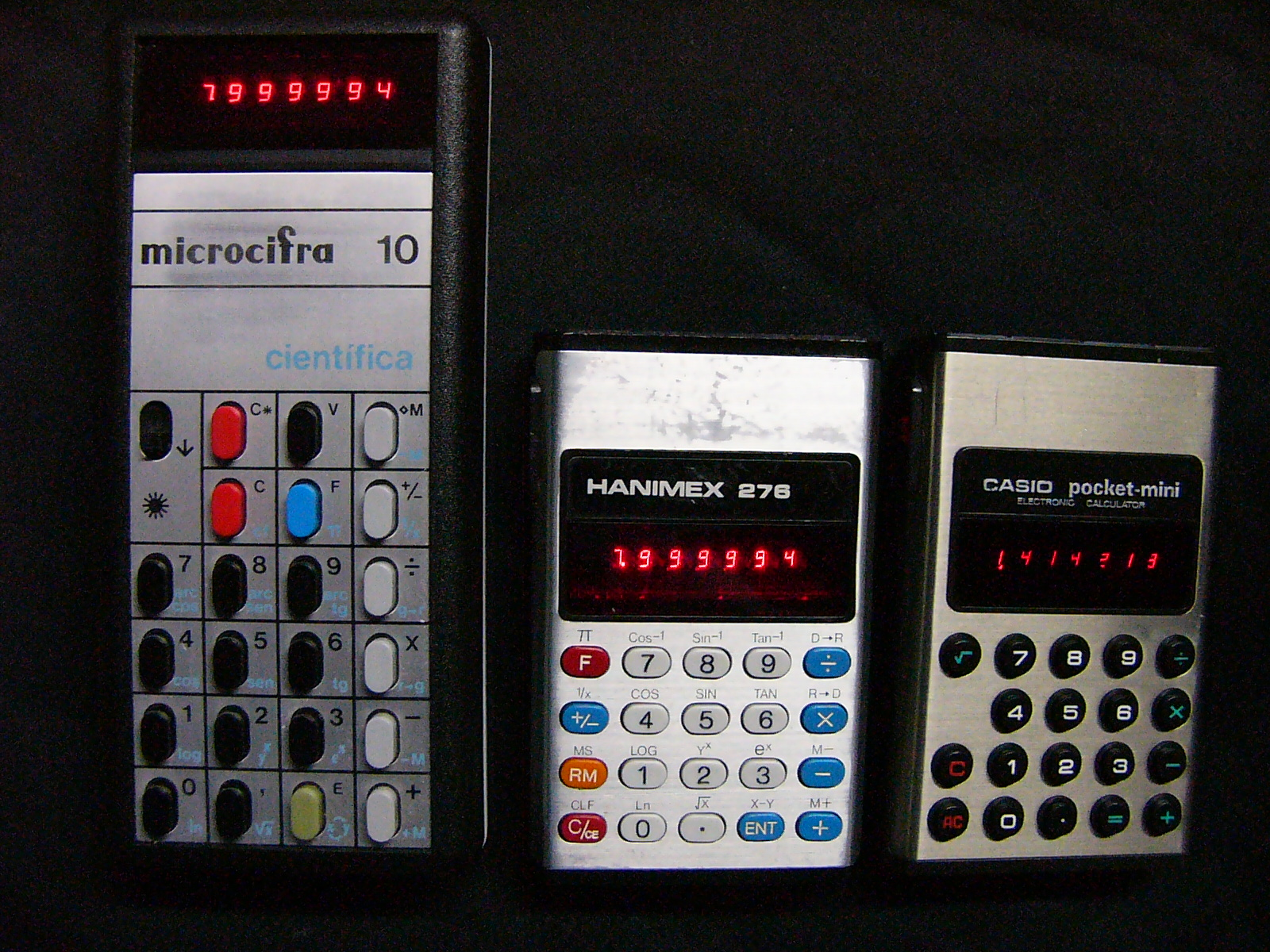
左から、microcifra 10、HANIMEX 276、pocket-mini

HANIMEX 276は、CASIOのpocket-mini（LEDバージョン）の筐体にmicrocifra 10の機能を内蔵した逆ポーランド記法関数電卓である。香港製。電源には、9Vの006P乾電池を使用するが、外部電源用端子も用意されている。
筐体の関係でキー数が制限されており、[V]キーと[C*]キーが省略されている。そのため、省電力モードから復帰するのに[+/-]キーを二回押すなどの工夫が必要である（[F]+[CLF]でも可）。

## UNITREX 90SC

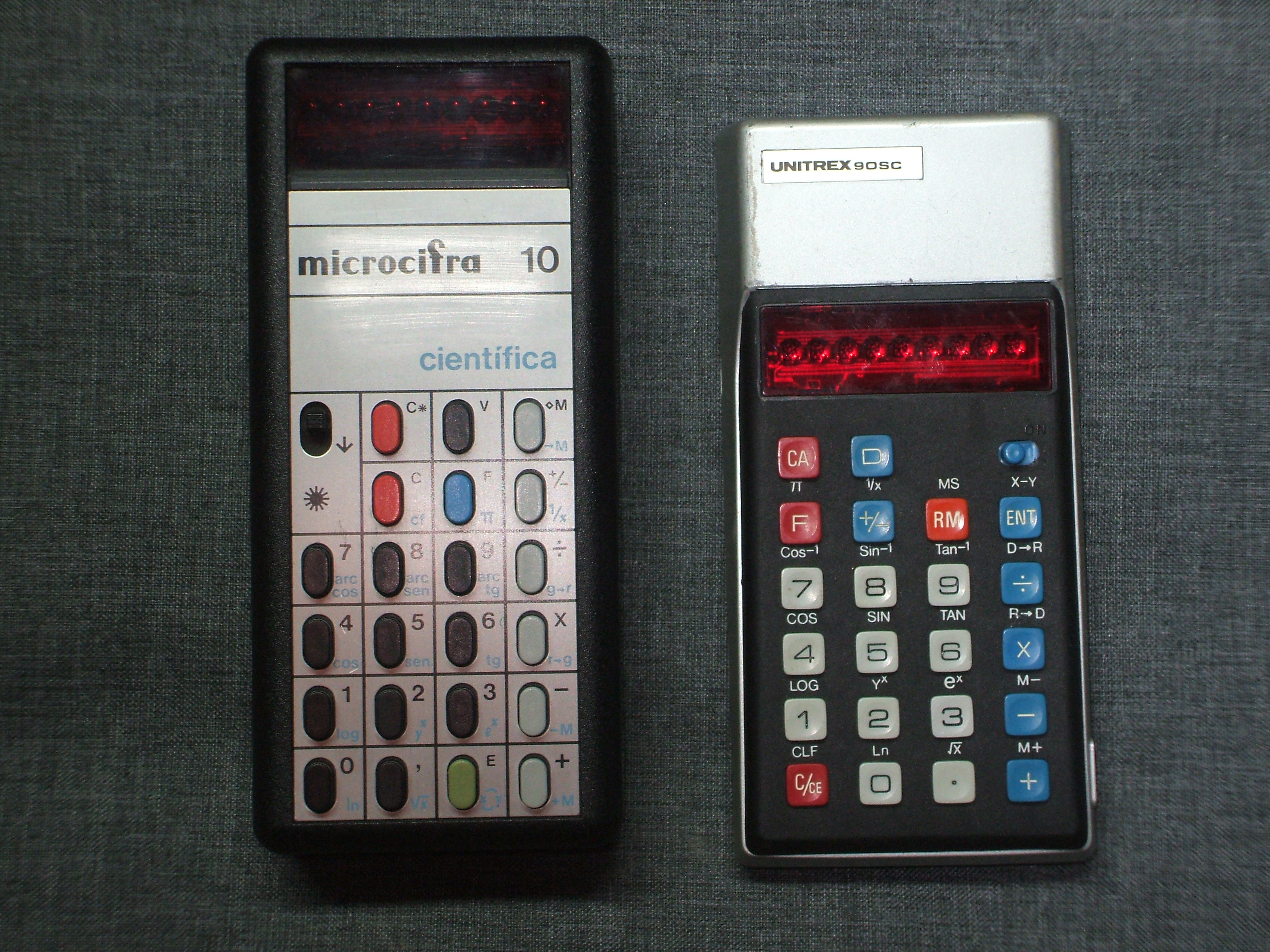
microcifra 10 (左) と UNITREX 90SC

UNITREX 90SCは、UNITREX独自の筐体にmicrocifra 10の機能を内蔵した逆ポーランド記法関数電卓である。香港製。HANIMEX 276同様、電源には、9Vの006P乾電池を使用するが、外部電源用端子も用意されている。
UNITREX 90SCでは、[V]キーの代わりに[D]キーが、[C*]キーの代わりに[CA]キーが設置されている。